# 詹姆斯·拉斯特乐团
詹姆斯·拉斯特乐团（英文：James Last Orchestra），德国管弦乐团，1964年由汉斯·拉斯特建立，1968年开始巡回演出，此后在欧洲和全世界颇受欢迎，与法国保罗·莫里哀乐团、英国曼陀瓦尼乐团并称为三大轻音乐乐团。